# Шарбоније ле Варан
Шарбоније ле Варан (фр. Charbonnières-les-Varennes) насеље је и општина у централној Француској у региону Оверња, у департману Пиј де Дом која припада префектури Риом.
По подацима из 2011. године у општини је живело 1558 становника, а густина насељености је износила 48,51 становника/km². Општина се простире на површини од 32,12 km². Налази се на средњој надморској висини од 750 метара (максималној 964 m, а минималној 496 m).

## Демографија
| 1962. | 1968. | 1975. | 1982. | 1990. | 1999. | 2011. |
| ----- | ----- | ----- | ----- | ----- | ----- | ----- |
| 801   | 838   | 895   | 909   | 1.177 | 1.215 | 1.558 |

График промене броја становника у току последњих година